# 774 Armor
774 Armor este un asteroid din centura principală, descoperit pe 19 decembrie 1913, de Charles le Morvan.